# Jürgen Rose
Jürgen Rose (Bernburg, Saale-Unstrut, 25 de agosto de 1937) Es un director de teatro, ópera, escenógrafo y diseñador de vestuario alemán.
Comenzó en el Landestheater de Darmstadt entre 1957-59, en 1962 su carrera despegó cuando John Cranko lo invitó a diseñar el ballet Romeo y Julieta para el Ballet de Stuttgart, luego diseñó para esa compañía El lago de los cisnes, La viuda alegre y Onegin, entre otros, trabajando con Cranko hasta su muerte en 1973.
Ha diseñado para los ballets de John Neumaier y otros coreógrafos, trabajado en el Metropolitan Opera, la Wiener Staatsoper y la Opera Estatal de Baviera, Hamburg y otras.
En 1996 debutó en Bonn como director de ópera, siguiéndole Don Carlos, Werther, Norma, Der Rosenkavalier y La zorrita astuta, entre otras, en Múnich.
En 1963 ganó el Bundesfilmpreis
En el año 2005 le fue otorgada la Bayerischer Maximiliansorden für Wissenschaft und Kunst
Desde 1993 es miembro de la Academia de Arte en Berlin

## Puestas en escena
Teatro
- Der gestiefelte Kater, Tieck/Lietzau
- Woyzeck, Büchner/Lietzau
- Die Stühle, Ionesco/Lietzau
- Die Räuber, Schiller/ Lietzau
- Rosenkranz und Güldenstern, Stoppard/ Lietzau
- Philoktet, Müller/ Lietzau
- Gerettet, Bond/Stein
- Kabale und Liebe, Schiller/Stein
- Wölfe und Schafe, Ostrowski/Noelte
- Der Snob, Sternheim/Noelte
- Nora, Ibsen/Noelte
- Minna von Barnhelm, Lessing/Dorn
- Groß und klein, Stauß/Dorn
- Clavigo, Goethe/Dorn
- Der Snob, Sternheim/Müller
- Ein Klotz am Bein, Feydeau/Dorn
- Kalldewey, Farce, Strauß/Dorn
- Der Park, Strauß/Dorn
- Der zerbrochene Krug, Kleist/Dorn

Opera
- Der Rosenkavalier, R. Strauss/Schenk
- Salome, R. Strauss/Barlog
- Ariadne auf Naxos, R. Strauss/Barlog
- Così fan tutte, Mozart/Schenk
- Don Giovanni, Mozart/Noelte
- Die Zauberflöte, Mozart/Everding
- Die Entführung aus dem Serail, Mozart/Dorn
- Tannhäuser, Wagner/Friedrich
- Die Meistersinger von Nürnberg, Wagner/Schenk
- Wozzek, Berg/Sellner
- La Traviata, Verdi/Schenk
- Otello, Verdi/Neumeier

Opereta
- Die lustige Witwe, Lehár/Cranko

Ballet
- Romeo und Julia, Prokofieff/Cranko/Neumeier
- Schwanensee, Tschaikowskij/Cranko
- Illusionen wie Schwanensee, Tschaikowskij/Neumeier
- Eugen Onegin, Tschaikowskij/Neumeier
- Dornröschen, Tschaikowskij/Neumeier
- Ein Sommernachtstraum, Mendelssohn/Ligeti/Neumeier
- Die Kameliendame, Chopin/Neumeier

Director
- La Traviata, Oper Bonn
- Die Zauberflöte, Oper Bonn, 1996
- Don Carlo, Bayerische Staatsoper, 2000
- Das schlaue Füchslein, Bayerische Staatsoper, 2002